# Antonio Molinari (athlétisme)
Pour les articles homonymes, voir Antonio Molinari (homonymie) et Molinari.
Antonio Molinari, né le 13 février 1967 à Civezzano, est un coureur de fond italien spécialisé en course en montagne. Il a remporté le titre de champion du monde de course en montagne 1996 et trois titres de champion d'Europe en 1998, 1999 et 2001. Il a également remporté deux fois le Grand Prix WMRA en 1998 et 2000.

## Biographie
Antonio se met à la course à pied à 14 ans. Habitué à trotter dans les montagnes chez lui, il se met tout naturellement à la course en montagne mais pas encore en compétition. Néanmoins, le 6 décembre 1981, il se rend à une course réservée aux juniors. En tant que cadet, il ne peut pas courir mais convainc les organisateurs à le faire participer hors-catégorie. Il termine 13e de la course. Cette expérience le pousse à se lancer en compétition. Malgré ses bons résultats en tant que junior, il se rend compte par la suite que le niveau est sensiblement plus élevé chez les seniors et que le talent ne suffit pas. Il doit travailler pour progresser.
En 1994, il court le seul marathon de sa carrière à Florence, qu'il termine septième en 2 h 20 min 46 s.
Il décroche sa première médaille au Trophée mondial de course en montagne 1994 où il remporte l'argent derrière Helmut Schmuck, de même qu'au Trophée européen de course en montagne 1995. Il développe avec ce dernier une rivalité amicale et parvient à battre l'Autrichien sur ses terres pour décrocher le titre de champion du monde de course en montagne 1996. Lors de la célébration de sa victoire, il fait la connaissance de sa future femme Francesca qu'il épouse 4 ans plus tard.
Grâce à son frère coiffeur, il se fait également remarquer par ses coupes de cheveux fantasques, teint en blond en 1996 ou en rouge en 1997.
Il décroche ensuite cinq titres d'affilée de champion d'Italie de course en montagne entre 1997 et 2001 et remporte trois fois le titre de champion d'Europe en 1998, 1999 et 2001.
En 2013, il rejoint le comité de la section de la province autonome de Trente de la Fédération italienne d'athlétisme en tant que coordinateur des courses en montagne.

## Palmarès

### Route
| Année | Compétition                   | Lieu     | Place | Épreuve       | Performance     |
| ----- | ----------------------------- | -------- | ----- | ------------- | --------------- |
| 1994  | Marathon de Florence          | Florence | 7e    | Marathon      | 2 h 20 min 46 s |
| 1996  | Semi-marathon de Bologne      | Bologne  | 3e    | Semi-marathon | 1 h 4 min 33 s  |
| 2001  | Mezza maratona dei Tre Comuni | Bronzolo | 1er   | Semi-marathon | 1 h 6 min 35 s  |
| 2002  | Mezza maratona dei Tre Comuni | Bronzolo | 2e    | Semi-marathon | 1 h 7 min 58 s  |
| 2004  | Mezza maratona dei Tre Comuni | Bronzolo | 3e    | Semi-marathon | 1 h 8 min 19 s  |
| 2005  | Mezza maratona dei Tre Comuni | Bronzolo | 1er   | Semi-marathon | 1 h 7 min 29 s  |

### Course en montagne
| no  | masculin           | Course                                 | Longueur | Départ             | Temps           |
| --- | ------------------ | -------------------------------------- | -------- | ------------------ | --------------- |
| 2e  | Médaille d'argent  | Trophée mondial de course en montagne  | 13,1 km  | 4 septembre 1994   | 1 h 1 min 36 s  |
| 2e  | Médaille d'argent  | Trophée européen de course en montagne | 10 km    | 15 juillet 1995    | 57 min 25 s     |
| 1re | Médaille d'or      | Challenge Stellina                     | 14,5 km  | 20 août 1995       | 1 h 18 min 44 s |
| 4e  | 4e                 | Trophée mondial de course en montagne  | 12,2 km  | 10 septembre 1995  | 52 min 55 s     |
| 1re | Médaille d'or      | Challenge Stellina                     | 14,5 km  | 18 août 1996       | 1 h 17 min 38 s |
| 1re | Médaille d'or      | Trophée mondial de course en montagne  | 11 km    | 1er septembre 1996 | 56 min 21 s     |
| 1re | Médaille d'or      | Course de montagne du Hochfelln        | 8,9 km   | 29 septembre 1996  | 41 min 23 s     |
| 2e  | Médaille d'argent  | Trophée européen de course en montagne | 9,5 km   | 6 juillet 1997     | 50 min 48 s     |
| 1re | Médaille d'or      | Challenge Stellina                     | 14,5 km  | 24 août 1997       | 1 h 21 min 57 s |
| 8e  | 8e                 | Trophée mondial de course en montagne  | 11,4 km  | 7 septembre 1997   | 55 min 18 s     |
| 1re | Médaille d'or      | Trophée européen de course en montagne | 13,2 km  | 5 juillet 1998     | 53 min 2 s      |
| 1re | Médaille d'or      | Course de Schlickeralm                 | 11 km    | 16 août 1998       | 59 min 38 s     |
| 1re | Médaille d'or      | Challenge Stellina                     | 14,5 km  | 23 août 1998       | 1 h 20 min 35 s |
| 2e  | Médaille d'argent  | Trophée mondial de course en montagne  | 15,2 km  | 20 septembre 1998  | 1 h 26 min 47 s |
| 1re | Médaille d'or      | Course de montagne du Hochfelln        | 8,9 km   | 4 octobre 1998     | 41 min 34 s     |
| 1re | Médaille d'or      | Trophée européen de course en montagne | 10,3 km  | 4 juillet 1999     | 52 min 17 s     |
| 1re | Médaille d'or      | Course de Schlickeralm                 | 11 km    | 8 août 1999        | 59 min 45 s     |
| 2e  | Médaille d'argent  | Challenge Stellina                     | 14,5 km  | 22 août 1999       | 1 h 17 min 51 s |
| 1re | Médaille d'or      | Course de montagne du Kitzbüheler Horn | 12,9 km  | 29 août 1999       | 58 min 0 s      |
| 1re | Médaille d'or      | Course de montagne du Krvavec          | 9 km     | 11 juin 2000       | 49 min 49 s     |
| 3e  | Médaille de bronze | Trophée européen de course en montagne | 11,7 km  | 2 juillet 2000     | 51 min 3 s      |
| 1re | Médaille d'or      | Course de montagne du Danis            | 10,4 km  | 9 juillet 2000     | 40 min 41 s     |
| 2e  | Médaille d'argent  | Course de Schlickeralm                 | 11 km    | 6 août 2000        | 59 min 11 s     |
| 3e  | Médaille de bronze | Challenge Stellina                     | 14,5 km  | 20 août 2000       | 1 h 20 min 37 s |
| 1re | Médaille d'or      | Trophée européen de course en montagne | 9 km     | 1er juillet 2001   | 49 min 47 s     |
| 1re | Médaille d'or      | Course de montagne du Danis            | 10,4 km  | 8 juillet 2001     | 40 min 40 s     |
| 2e  | Médaille d'argent  | Course de Schlickeralm                 | 11,2 km  | 5 août 2001        | 59 min 57 s     |
| 3e  | Médaille de bronze | Challenge Stellina                     | 14,5 km  | 26 août 2001       | 1 h 21 min 11 s |
| 1re | Médaille d'or      | Course de montagne du Hochfelln        | 8,9 km   | 30 septembre 2001  | 42 min 19 s     |
| 8e  | 8e                 | Trophée mondial de course en montagne  | 11,7 km  | 15 septembre 2002  | 1 h 0 min 55 s  |
| 3e  | Médaille de bronze | Challenge Stellina                     | 14,5 km  | 22 août 2004       | 1 h 19 min 42 s |
| 2e  | Médaille d'argent  | Course de montagne du Karwendel        | 11 km    | 17 juillet 2005    | 1 h 1 min 10 s  |
| 3e  | Médaille de bronze | Course de Schlickeralm                 | 11,7 km  | 7 août 2005        | 1 h 0 min 4 s   |
| 2e  | Médaille d'argent  | Challenge Stellina                     | 14,5 km  | 21 août 2005       | 1 h 19 min 4 s  |
| 2e  | Médaille d'argent  | Challenge Stellina                     | 14,5 km  | 27 août 2006       | 1 h 19 min 45 s |
| 2e  | Médaille d'argent  | Mémorial Partigiani Stellina           | 14,5 km  | 26 août 2007       | 1 h 22 min 1 s  |
| 1re | Médaille d'or      | Drei Zinnen Alpine Run                 | 17,5 km  | 9 septembre 2007   | 1 h 28 min 54 s |
| 3e  | Médaille de bronze | Drei Zinnen Alpine Run                 | 11,2 km  | 14 septembre 2008  | 45 min 51 s     |

## Records
| Épreuve       | Performance     | Date            | Lieu     |
| ------------- | --------------- | --------------- | -------- |
| Semi-marathon | 1 h 4 min 31 s  | 19 avril 1998   | Bologne  |
| Marathon      | 2 h 20 min 46 s | 4 décembre 1994 | Florence |